# Дорштадт
Дорштадт (нем. Dorstadt) — община в Германии, в земле Нижняя Саксония.
Входит в состав района Вольфенбюттель. Подчиняется управлению Одервальд. Население составляет 674 человека (на 31 декабря 2010 года). Занимает площадь 10,36 км².
| Год  | Население |
| ---- | --------- |
| 1990 | 682       |
| 1995 | 658       |
| 2000 | 698       |
| 2005 | 730       |
| 2010 | 693       |